# Bes (bóg egipski)
Bes – w mitologii egipskiej bóg wesela, tańców i rodziny, opiekun kobiet rodzących i dzieci; w starożytnym Egipcie popularne bóstwo domowe odstraszające złośliwe demony. 
Przypuszczalnie był bóstwem obcego, afrykańskiego pochodzenia (najpewniej nubijskim). Miał towarzyszyć sprowadzonej z powrotem bogini Hathor, która w gniewie uciekła do Nubii. Etymologia jego imienia nie jest znana, ale jego rdzeń (bś) kojarzony jest z płomieniem.

## Charakter i postać
Miał postać krzywonogiego, garbatego, brzuchatego i brodatego karła o niekształtnych kończynach i zwierzęcych uszach, pucołowatym obliczu, ze zwisającym językiem, spłaszczonym nosem, krzaczastymi brwiami i ogonem lamparta. Nosił koronę z liści lub strusich piór i lwią skórę okrywającą ramiona; w czasach XVIII dynastii wyobrażany też jako skrzydlaty. Często przedstawiany z nożem jako symbolem obrony; atrybutem jego był sa – symbol opieki. Sam jego groteskowy wygląd miał odstraszać bestie, węże i owady, a także odpędzać uroki – zgodnie z zasadą, że śmiech nie dopuszcza zła. W drobnej plastyce nierzadko spotykane są jego wyobrażenia ityfaliczne. 
W ikonografii często przedstawiano go grającego na flecie lub bijącego w bębenek jako bóstwo muzyki, tańca i radości, mające też związek z piciem i pijaństwem. Tańcem i grą uśmierzał gniew bogini Hathor i jako tancerza wyobrażano go w sztuce od okresu amarneńskiego. W sposób naturalny był patronem karłów na dworze faraońskim. Uchodził też za patrona mistycznej inicjacji, Strażnika Bramy, ponieważ imię jego oznacza „rozpoczynać”, „wprowadzać”. Za jego małżonkę w czasach ptolemejskich uważana była bogini Beset.

## Kult

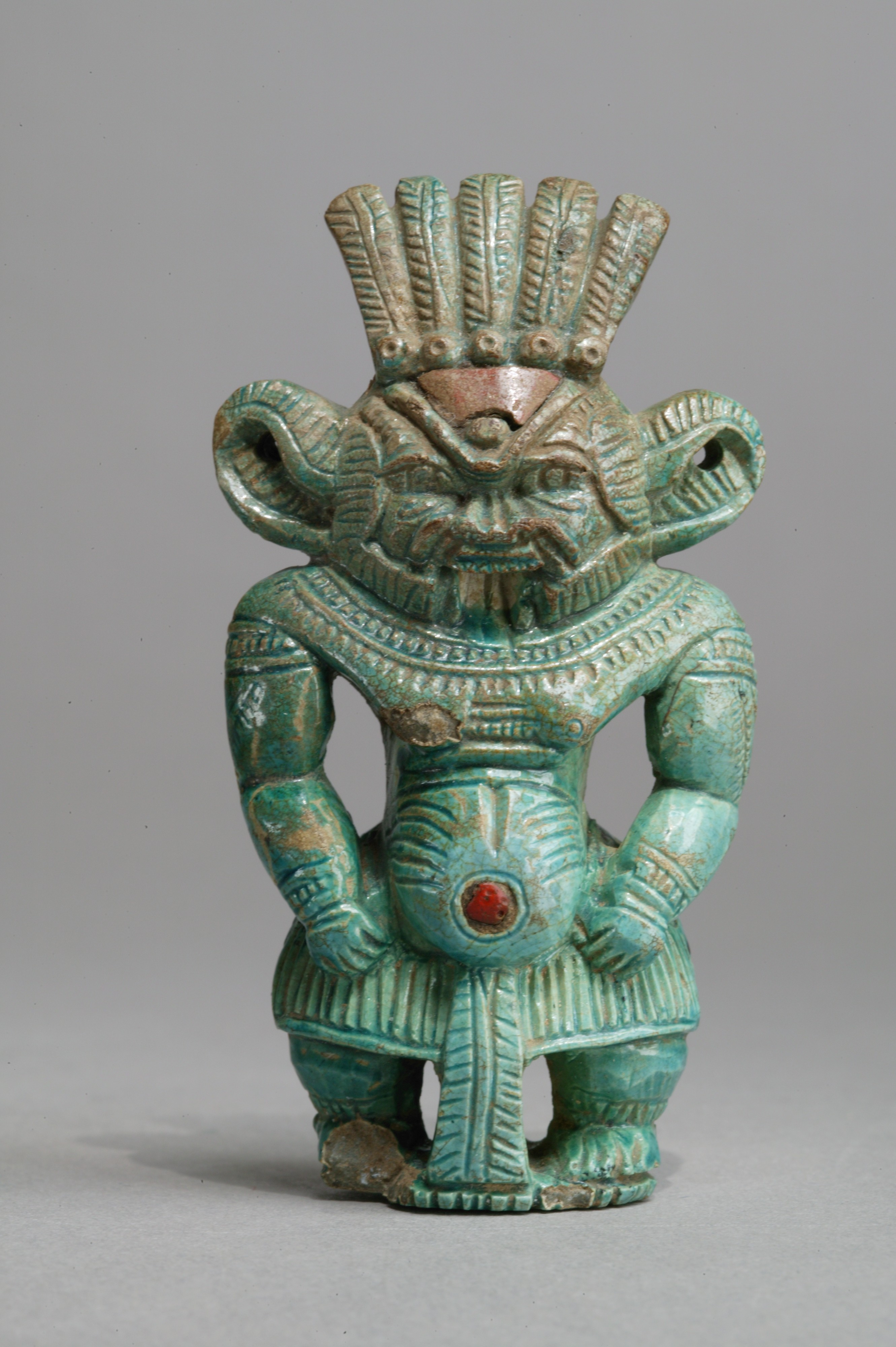
Amulet fajansowy (z czasów XVIII dynastii)

Jego kult wprowadzony w okresie Nowego Państwa, znacznie rozwinął się w Okresie Późnym, a w czasach rzymskich Bes stał się jednym z głównych bogów egipskich, mając nawet swą wyrocznię w Abydos, słynną z tłumaczenia snów. Obok bogini Toeris należał wtedy do najpopularniejszych bóstw ludowych czczonych w małych kapliczkach przydomowych. Według ówczesnych wierzeń czuwał nad Egipcjanami w życiu codziennym oddalając rozmaite zagrożenia, a położnice chroniąc (wspólnie z boginią Tawaret) przed powikłaniami. Czuwał nad snem, odpędzając złe demony, dlatego jego apotropaiczne podobizny zawieszano nad łóżkami, także dekorowano nimi sprzęty domowe – głównie łoża, podgłówki i siedzenia (zwłaszcza dla kobiet). Miał też chronić kobiety przed zazdrosnymi rywalkami. Był ponadto opiekunem czynności toaletowych, stąd jego przedstawienia umieszczano na odpowiednich przedmiotach (rękojeściach zwierciadeł, przyborach i szkatułkach kosmetycznych).
Pokraczna postać była częstym motywem amuletów oraz tatuaży u egipskich tancerek, akrobatek i muzykantek. Amuletami często zabezpieczano dzieci przed działaniem zła i ukąszeniami gadów.  
Jego wizerunki zachowały się w świątyniach Hathor w File, Denderze, na wyspie Biga koło Asuanu, w Świątyni Pogrzebowej królowej Hatszepsut w Dolinie Królów w Deir el-Bahari.
W czasach wczesnochrześcijańskich uważano go za złośliwego demona straszącego w opuszczonych świątyniach.